# Disney Interactive
O Disney Interactive, anteriormente conhecido como  Disney Interactive Media Group inicialmente como Walt Disney Internet Group, supervisiona vários sites e mídias interativas detidas pela Walt Disney Company e suas subsidiárias. A divisão da unidade da Disney Online, unidade opera o domínio disney.com, promove os parques temáticos da Disney, e oferece entretenimento de conteúdos destinados para crianças. Além disso, mantém uma presença on-line para operações de retalho da Disney e oferece serviços de dados em telefones sem fio. Além disso, o grupo fornece serviços técnicos para a rede ABC, abc.com, abcnews.com e espn.com. Esta unidade comercial única é resultado da fusão da Disney Interactive Studios e a Walt Disney Internet Group em 5 de junho de 2008.

## Produtos e Linhas de negócio
A Disney Interactive subdivide-se em dois pilares: Interactive Media e Interactive Games, sendo responsável, entre outros, pelos seguintes produtos:
| Unidades de negócios     | Produtos / Operações                                                           |
| ------------------------ | ------------------------------------------------------------------------------ |
| Disney Interactive Media | Websites Disney.com.br MarvelBrasil.com DisneyBabble.com.br RadioDisney.com.br |
| Disney Interactive Games | Aplicativos Mobile Jogos de Videogame Disney Infinity Club Penguin             |

## Disney Interactive Media
O grupo de mídia digital da The Walt Disney Company é responsável pelo desenvolvimento de conteúdo, programação e manutenção dos websites da companhia (à exceção dos relacionados à Disney Parks & Resorts), que possuem gestão própria da linha de negócios).

### Brasil

#### Disney.com.br
Principal destino online da companhia no Brasil, o Disney.com.br é atualmente o principal website para crianças e adolescentes segundo a Comscore e IBOPE Netratings, abordando conteúdos próprios e relacionados aos canais de TV e filmes da empresa.

#### MarvelBrasil.com
Feito inicialmente para ser o destino do conteúdo Marvel no Brasil, em 2015 foi substituído pelo canal oficial da marca no YouTube.

#### DisneyBabble.com.br
Criado em 2014, o Disney Babble Brasil é um website destinado a mães e famílias em geral, com conteúdo editorial voltado a assuntos de interesse destes público.

#### RadioDisney.com.br
É o destino online da Rádio Disney no Brasil.

## Disney InteractiveGames
A unidade de jogos digitais da The Walt Disney Company gerencia o desenvolvimento e distribuição de games nas mais diversas plataformas, como aplicativos mobile, jogos online, videogames e mundos virtuais.
- Aplicativos Mobile
- Jogos de Videogame
- Disney Infinity
- Club Penguin
- Club Penguin Island
- Toontown Online
- Centro de Atividades do Aladdin
- etc